# Hermann Fulda
Johann Julius Christian Hermann Fulda (Schochwitz cerca de Halle, 14 de mayo de 1800-Dammendorf, 24 de febrero de 1883) fue un teólogo luterano y pastor en Dammendorf en los años 1827-1880.

## Biografía
Era el hijo del vicario piadoso Christian Fulda (1768-1854). Comenzó su educación en una escuela de latín en Halle, luego en 1819-1823 estudió en la Universidad Martín Lutero de Halle-Wittenberg. Hasta 1827, cuando fue ordenado, dio clases en una escuela pública perteneciente a un orfanato local. De 1827 a 1880 fue pastor en Dammendorf.

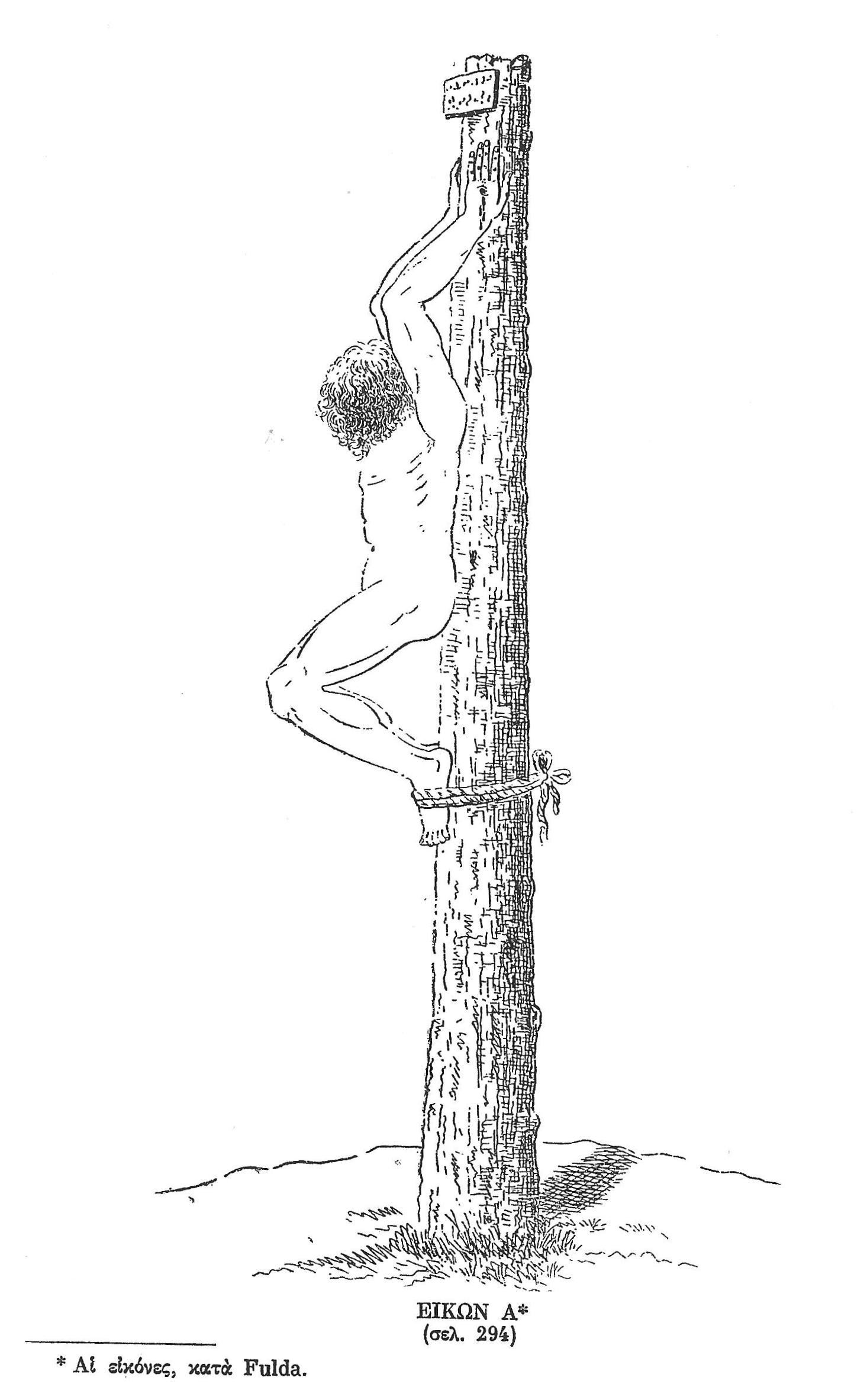
Presentación del término griego σταυρός del libro de Hermann Fulda "Das Kreuz und die Kreuzigung", 1878, pp. 106-107.

Como teólogo, fue portavoz de algunas teorías originales, cuestionando puntos de vista comúnmente aceptados. En 1878, sobre la base de su investigación plasmada en el libro Das Kreuz und die Kreuzigung ("Cruz y crucifixión"), expresó la opinión de que Jesús no fue ejecutado en una cruz, sino en un poste simple sin travesaño (crux simplex).
Falleció en Dammendorf el 24 de febrero de 1883.

## Obras
- Griechische lieder übersetzt aus deutsche Originalen, ein heitres Vocabel-Buch zur Einübung der gangbarsten Wörter und Formen für Anfänger im Griechischen; nebst einem etymologischen Wörterbuche, Halle 1867.
- Das Kreuz und die Kreuzigung. Eine antiquarische Untersuchung nebst Nachweis der vielen seit Lipsius verbreiteten Irrthümer. Zugleich vier Excurse über verwandte Gegenstände, Wrocław 1878.
- Der Glaube an die Einheit Gottes, seine Entwicklung aus heidnischen und politischen Elementen und seine Läuterungsstufen. Ein culturhistorischer Versuch und ohne Rücksicht auf dogmatische Satzungen, Hagen i. W. / Lipsk 1882.